# Elektrociepłownia EC-2 w Łodzi
Elektrociepłownia EC-2 (dawn. Elektrociepłownia im. W. I. Lenina) – elektrociepłownia miejska, działająca w latach 1957–2015, położona przy ul. W. Wróblewskiego 26 w Łodzi. Obiekt jest wpisany do rejestru zabytków.

## Historia
EC-2 została zaprojektowana przez inżyniera Mariusza Sowińskiego. Budowę rozpoczęto w czerwcu 1954, w 1957 uruchomiono pierwszy kocioł i turbinę. 19 stycznia 1960 elektrociepłowni nadano imię Włodzimierza  Lenina. Budowę ukończono w 1961, jednocześnie uruchamiając ósmy kocioł i szósty turbozespół. Obiekt z czasem rozbudowano o 2 kotły opalane mazutem. Elektrociepłownia zaopatrywała w ciepło osiedla: Retkinia i Karolew.
W 1993 została wraz z EC-3 i EC-4 przekształcona w spółkę Skarbu Państwa, a następnie sprzedana firmie Dalkia (obecnie: Veolia). Jej wygaszanie rozpoczęto w 2012. EC-2 wyłączono z eksploatacji 31 marca 2015 z przyczyn technologicznych. Przed wyłączeniem elektrowni w celach pożegnalnych uruchomiono syreny oraz zagrano na trąbkach. Następnie sprzedano ją firmie Hakamore za prawdopodobnie około 30 mln zł. Początkowo planowano przekształcenie kompleksu elektrowni w zabudowę biurową i mieszkalną. W 2019 doszło do prac rozbiórkowych, które wstrzymał Wojewódzki Urząd Ochrony Zabytków w Łodzi, gdyż rozbiórka była prowadzona bez pozwolenia i pomimo wszczęcia wpisu obiektu do rejestru zabytków. Firma Hakamore upadła w 2019 roku. Wartość nieruchomości wyceniono na 61 mln zł, od sierpnia 2021 roku jej właścicielem jest JHM DEVELOPMENT S.A., należąca do grupy kapitałowej Mirbud.

### Architektura
Budynek utrzymano w stylistyce socrealistycznej. Do kompleksu prowadziła brama oparta na dwóch prostych filarach. Elewacje gmachów elektrowni uzyskały schodkowe gzymsy, oraz drobne pionowe podziały, co kontrastowało z industrialnym charakterem żelbetowych chłodni kominowych oraz kominów. Kominy EC–2 mają 160 m i 120 m wysokości.
Pod elektrownią znajdują się schrony umożliwiające pomieszczenie kilkuset osób.

## Elektrociepłownia EC-2 w kulturze
- Elektrociepłownia EC-2 w 2018 była miejscem nagrywania teledysku do singla Taconafide - Tamagotchi[8][9][10].